# Samsung Galaxy A02
Samsung Galaxy A02 та Samsung Galaxy A02s — смартфони початкового рівня, розроблені Samsung Electronics, що входять до серії Galaxy A. Galaxy A02 був анонсований 27 січня 2021 року,  а Galaxy A02s — 24 листопада 2020 року разом із Samsung Galaxy A12.
В деяких країнах був представлений Samsung Galaxy M02, що відрізняється від Samsung Galaxy A02 конфігураціями пам'яті та кольорами. Також в Індії Samsung Galaxy A02s був доступний під назвами Samsung Galaxy M02s та Galaxy F02s.

## Дизайн

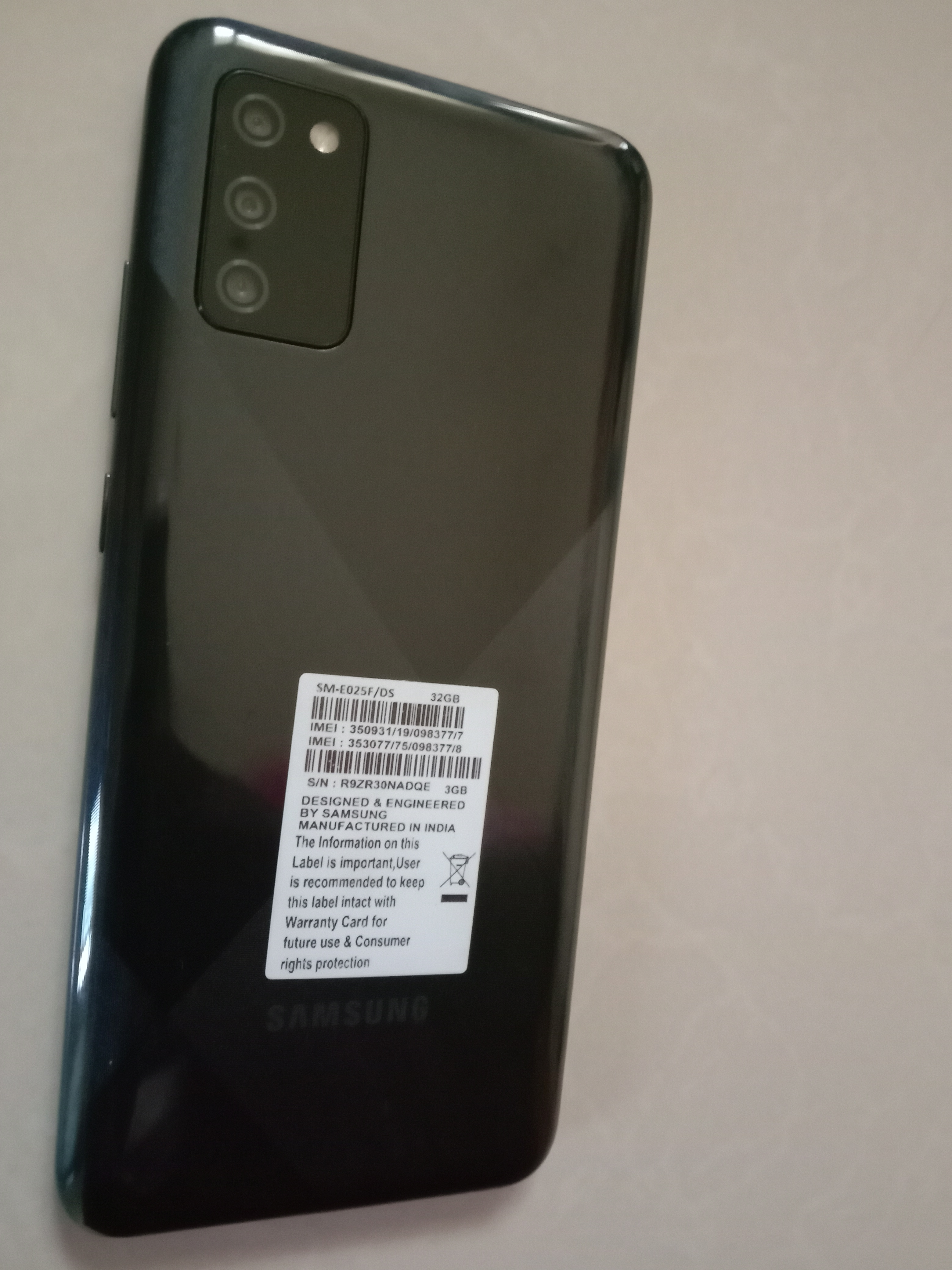
Задня панель Galaxy F02s

Екран виконаний зі скла, а корпус — з пластику.
В Galaxy A02/M02 знизу розміщені роз'єм microUSB, динамік, мікрофон та 3,5 мм аудіороз'єм, зліва — залежно від моделі Galaxy A02 слот під 1 SIM-картку і карту пам'яті або під 2 SIM-картки і карту та пам'яті та тільки другий варіант в Galaxy M02, а справа — гойдалка регулювання гучності та кнопка блокування.
В Galaxy A02s/M02s/F02s знизу розміщені роз'єм USB-C, динамік, мікрофон та 3,5 мм аудіороз'єм, зверху — додатковий мікрофон, зліва — залежно від моделі Galaxy A02s слот під 1 SIM-картку і карту пам'яті або під 2 SIM-картки і карту та пам'яті та тільки другий варіант в Galaxy M02s і Galaxy F02s, а справа — гойдалка регулювання гучності та кнопка блокування.
Samsung Galaxy A02 та Samsung Galaxy A02s продавалися в 4 кольорах: чорному, білому, синьому та червоному. В Україні Galaxy A02 був доступний у всіх наведених кольорах окрім білого, а Galaxy A02s — окрім червоного.
Samsung Galaxy M02 був доступний в 4 кольорах: чорному, сірому, синьому та червоному.
Samsung Galaxy M02s був доступний в 3 кольорах: чорному, синьому та червоному.
Samsung Galaxy F02s був доступний в 3 кольорах: чорному, білому та синьому.

## Технічні характеристики

### Апаратне забезпечення

#### Платформа
Galaxy A02/M02 отримав процесор MediaTek MT6739W з графічним процесором PowerVR GE8100, а Galaxy A02s/M02s/F02s — Qualcomm Snapdragon 450 з Adreno 506.

#### Акумулятор
Акумуляторна батарея отримала об'єм 5000 мА·год. Galaxy A02/M02 підтримує зарядку потужністю до 10 Вт, а Galaxy A02s/M02s/F02s — швидку зарядку до 15 Вт.

#### Камера
Galaxy A02/M02 отримав основну подвійну камеру із ширококутним об'єктивом на 13 Мп з діафрагмою f/1.9 і автофокусом та макрооб'єктивом на 2 Мп з діафрагмою f/2.4. Натомість Galaxy A02s/M02/F02s отримав основну потрійну камеру із ширококутним об'єктивом на 13 Мп з діафрагмою f/2.2 і автофокусом та макрооб'єктивом і сенсором глибини по 2 Мп з діафрагмою f/2.4. Також смартфони отримали передню камеру на 5 Мп з діафрагмою f/2.0 в Galaxy A02/M02 та f/2.2 в Galaxy A02s/M02s/F02s.
Основна те передня камери всіх моделей вміють записувати відео в роздільній здатності 1080p@30fps

#### Екран
Пристрої отримали 6,5-дюймовий екран Infinity-V (із V-подібним вирізом) типу PLS LCD з роздільною здатністю HD+ (1600 × 720), щільністю пікселів 270 ppi та співвідношенням сторін 20:9.

#### Пам'ять
Galaxy A02 був доступний в конфігураціях 2/32, 3/32, 4/32 та 3/64 ГБ, Galaxy A02s — 1/16, 2/32, 3/32, 4/32, 3/64 та 4/64 ГБ, Galaxy M02 — 2/32 та 3/32 ГБ, а Galaxy M02s та Galaxy F02s — 3/32 та 4/64 ГБ. В Україні Galaxy A02 офіційно продавався лише в конфігурації на 2/32 ГБ, а Galaxy A02s — на 3/32 ГБ. В усіх моделей об'єм сховища можна розширити картою пам'яті формату microSD до 1 ТБ

### Програмне забезпечення
Смартфони був випущений на спрощеній версії One UI 2.5 під назвою One UI Core 2.5 на базі Android 10. Galaxy A02/M02 був оновлений до One UI Core 3.1 на базі Android 11, а Galaxy A02s/M02s/F02s — до One UI Core 4.1 на базі Android 12.